# 1989. december 16. sugárút
Az 1989. december 16. sugárút (románul: Bulevardul 16 Decembrie 1989, korábban Hunyadi út) Temesvár egyik utcája. A Belváros felé a Mária híddal (korábban Hunyadi híd) kapcsolódik. Ez és folytatása, a Sági út (Calea Şagului, korábban szintén Hunyadi út) választja el egymástól Józsefváros és Erzsébetváros városrészeket.

## Történelem

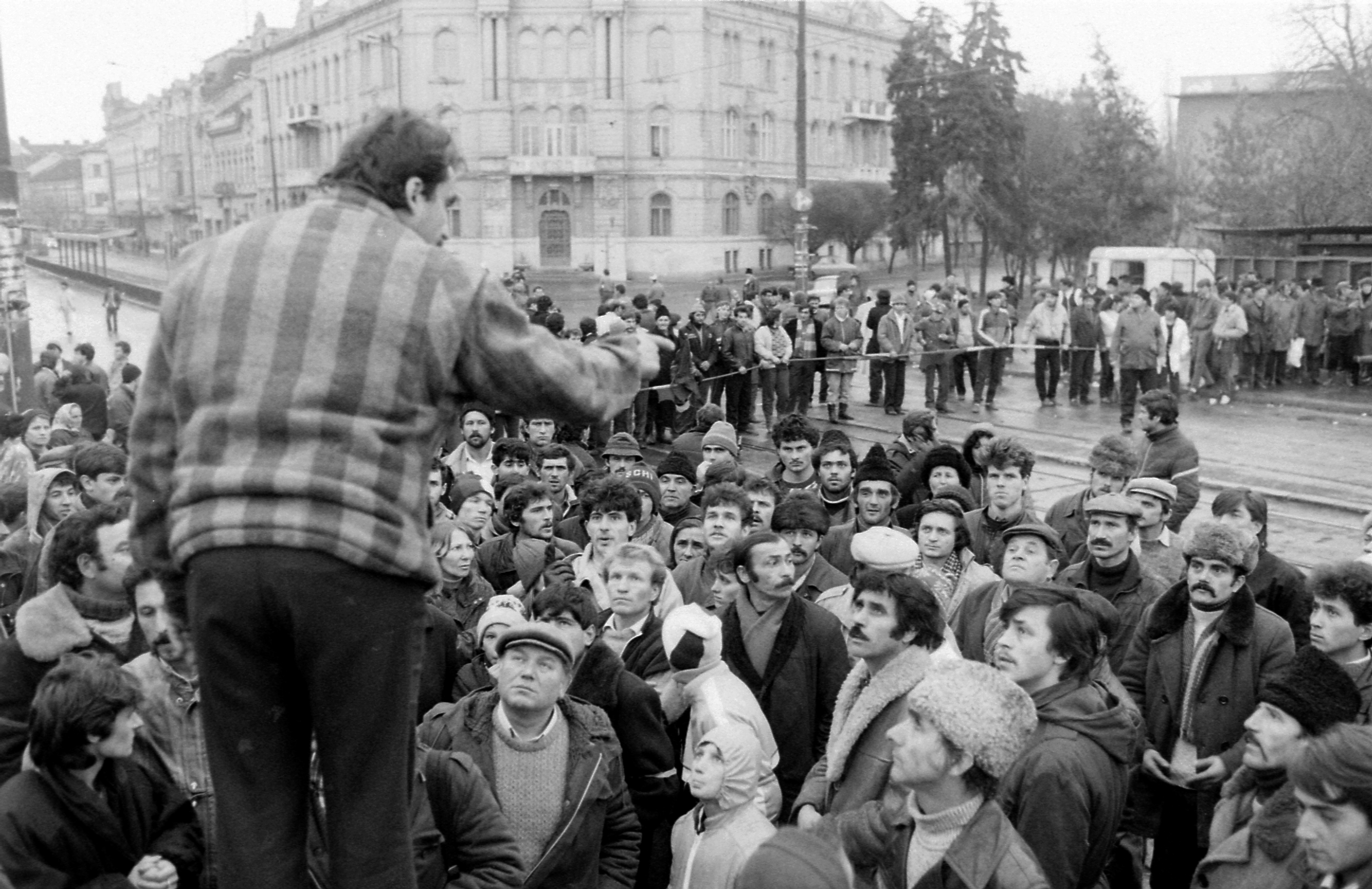
Tüntetés 1989 decemberében a mai 1989. december 16. sugárút és a Tudor Vladimirescu rakpart kereszteződésében

Az utca fontos szerepet játszott az 1989-es romániai forradalomban, mai nevét is erről kapta: a Belvárosi református templomnál kezdődtek a tüntetések, miután Tőkés László lelkészt a hatóságok megpróbálták kilakoltatni.

## Műemlékek
Az utcából egy, az utca épületeinek nagy részét magába foglaló városi helyszín és 1 épület szerepel a romániai műemlékek jegyzékében.
| \| Házszám \| Kép \| Megnevezés \| Építés dátuma \| Műemlék kódja \| \| ------- \| --- \| ------------------------------------------------------------------------------------------------------ \| ------------- \| --------------- \| \| \| \| Józsefváros régi városnegyed városi helyszín(wd) 2. Temes–Béga-palota Belvárosi református templom(wd) \| 19–20. század \| TM-II-s-B-06098 \| \| 50 \| \| Józsefvárosi tűzoltólaktanya(wd) \| 20. század \| TM-II-m-B-06117 \| |     |                                                                                                |               |                 |
| Házszám | Kép | Megnevezés                                                                                     | Építés dátuma | Műemlék kódja   |
| |     | Józsefváros régi városnegyed városi helyszín 2. Temes–Béga-palota Belvárosi református templom | 19–20. század | TM-II-s-B-06098 |
| 50 |     | Józsefvárosi tűzoltólaktanya                                                                   | 20. század    | TM-II-m-B-06117 |